# Columbus Thunderbolts
Die Columbus Thunderbolts waren ein Arena-Football-Team in Columbus, Ohio, das in der Arena Football League (AFL) spielte. Im Jahr 1992 zog das Franchise von Columbus nach Cleveland um und spielte als Cleveland Thunderbolts.

## Geschichte

### Columbus Thunderbolts
Die Thunderbolts wurden 1991 gegründet und nahmen den Spielbetrieb in der AFL auf. Nach nur einem Jahr zog das Franchise von Columbus nach Cleveland. Nach drei weiteren Jahren als Cleveland Thunderbolts löste sich das Franchise auf.
In Columbus spielte das Franchise im rund 5.000 Zuschauer fassenden Taft Coliseum. In seiner einzigen Saison wurden die Playoffs deutlich verpasst, als man in der kompletten Saison keinen einzigen Sieg einfahren konnte.

### Cleveland Thunderbolts
Zur Saison 1992 wechselte das Franchise nach Cleveland und spielte als Cleveland Thunderbolts. Sie trugen ihre Heimspiele im Richfield Coliseum aus, einer ehemaligen Multifunktionsarena mit 18.544 Plätzen. In ihren drei Spielzeiten in Cleveland schafften es die Thunderbolts einmal in die Playoffs, scheiterten dort allerdings in der ersten Runde.

## Saisonstatistiken
| Jahr | Team                   | Liga | S | N  | Playoffs erreicht | Playoffrunde                         |
| ---- | ---------------------- | ---- | - | -- | ----------------- | ------------------------------------ |
| 1991 | Columbus Thunderbolts  | AFL  | 0 | 10 | nein              |                                      |
| 1992 | Cleveland Thunderbolts | AFL  | 4 | 6  | ja                | N im Viertelfinale gg. Orlando 12:50 |
| 1993 | Cleveland Thunderbolts | AFL  | 2 | 10 | nein              |                                      |
| 1994 | Cleveland Thunderbolts | AFL  | 2 | 10 | nein              |                                      |

## Zuschauerentwicklung
| Jahr | Team                   | Zuschauerdurchschnitt |
| ---- | ---------------------- | --------------------- |
| 1991 | Columbus Thunderbolts  | 3.948                 |
| 1992 | Cleveland Thunderbolts | 10.104                |
| 1993 | Cleveland Thunderbolts | 6.941                 |
| 1994 | Cleveland Thunderbolts | 5.693                 |